# Karl Thewalt (Grafiker)
Karl Thewalt (* 15. April 1928 in Höhr-Grenzhausen; † 2007) war ein deutscher Gebrauchsgrafiker und Hochschullehrer.

## Leben und Werk
Thewalt wurde nach dem Schulabschluss als Flakhelfer eingezogen und war in Koblenz im Einsatz. Nach dem Ende des Zweiten Weltkriegs ging er nach Wittenberg. Dort arbeitete er bis 1946 als Praktikant in der Dekorationswerksstatt des Stadttheaters und dann als Bühnenmaler und -bildner. Von 1948 bis 1950 machte er in einem Wittenberger Werbebetrieb eine Lehre als Gebrauchswerber. Nach der Gesellenprüfung studierte er von 1951 bis 1956 an der Kunsthochschule Berlin-Weißensee, insbesondere bei Werner Klemke, Ernst Rudolf Vogenauer und Klaus Wittkugel. Im Rahmen seiner Diplomarbeit entwarf er das politische Propagandaplakat Adenauer als Rattenfänger, das dann vom ZK der SED herausgegeben wurde.
Von 1956 bis 1958 hatte Thewalt an der Schule eine Aspirantur. In dieser Zeit erhielt er vom Ministerium für Kultur einen Entwicklungsauftrag für das gesamte Werbungskonzept des Volksheilbads Bad Elster. Schon während des Studiums stand Thewalt in Kontakt zum Berliner Institut für angewandte Kunst und später zu dessen Nachfolger Amt für industrielle Formgestaltung. Nach dem Studium arbeitete er als freischaffender Gebrauchsgrafiker in Halle/Saale. Ab 1966 war er Dozent für Darstellungs- und Entwurfsgrafik an der Hochschule für industrielle Formgestaltung Halle – Burg Giebichenstein. Ab 1978 hatte er dort eine Professur.
Thewalt schuf neben anderen gebrauchsgrafischen Arbeiten insbesondere politische und Veranstaltungs-Plakate, Signets und Markenzeichen, und er war Ausstellungs- und Museumsgestalter. U. a. war er verantwortlich für die gesamte Inneneinrichtung, den Ausbau und die grafische Gestaltung des Stadtgeschichtlichen Museums Wittenberg. 1983 gestaltete er die damalige Staatliche Lutherhalle Wittenberg (mit Axel Buschmann, * 1952), 1972 die VII. (mit Günter Gnauck) und 1987 die X. Kunstausstellung der DDR. Für die Lutherhalle war er bereits 1960 beim Melanchthon-Jubiläum (mit Erich Viehweger) und 1972 bei der Lucas-Cranach-Ehrung Ausstellungsgestalter. Signets und Schutzzeichen schuf er unter anderem für die DDR-Landwirtschaftsausstellung agra (1959) und die Konsumgenossenschaften der DDR (1962). Für Verlage entwarf er einige Bucheinbände.
Thewalt war Mitglied des Verbands Bildender Künstler der DDR. Er wurde auf dem Dresdner Trinitatisfriedhof beerdigt.

## Ehrungen
- 1974: Kunstpreis der DDR
- 1978: Vaterländischer Verdienstorden

## Beteiligung an Ausstellungen
- 1957: Berlin, Ausstellungspavillon Werderstraße („Junge Künstler der DDR“)
- 1957: Moskau, Ausstellung junger Künstler zu den Weltfestspielen
- 1962 bis 1988: Dresden, außer 1967/1968 alle Deutschen Kunstausstellung bzw. Kunstausstellungen der DDR
- 1965: Berlin, Deutsche Akademie der Künste („Junge Künstler. Gebrauchsgraphik“)
- 1974 und 1979: Halle, Bezirkskunstausstellungen
- 1978: Halle/Saale, Galerie Roter Turm („Das Plakat im Bezirk Halle“)
- 1985: Berlin („Marke & Zeichen“)
- 1985: Berlin, Nationalgalerie („Auf gemeinsamen Wegen“)